# Хелмицкий, Николай Аркадьевич
Николай Аркадьевич Хелмицкий — советский государственный и политический деятель, председатель Омского областного исполнительного комитета.

## Биография
Родился в 1918 году. Член ВКП(б).
С 1937 года — на общественной и политической работе. В 1937—1979 гг. — мастер, прораб на 1-м строительном участке треста «Сибстройпуть», в рядах Красной Армии, начальник стройплощадки управления военно-строительных объектов 172-го отдельного сапёрно-строительного батальона 1-й Приморской армии, прораб, ведущий инженер, парторг Омского строительного треста № 2, участник Великой Отечественной войны, заместитель управляющего Омским строительным трестом № 2, первый секретарь Молотовского/Октябрьского райкома партии, второй секретарь Омского горкома партии Омска, первый заместитель председателя горисполкома, заведующий отделом строительства Омского обкома КПСС, председатель исполкома Омского горсовета, первый секретарь Омского городского комитета КПСС, председатель Омского промышленного областного исполнительного комитета, занимал должность руководителя «Межколхозстроя» РСФСР.
Избирался депутатом Верховного Совета РСФСР 6-го созыва. Лауреат Ленинской премии.
Умер в 1979 году в Москве.